# ALKA
De ALKA is een straalwapen van Turkije ontwikkeld door Roketsan.

## Ontwikkeling
In 2010 werkten het onderzoeksinstituut TÜBİTAK-SAGE en ASELSAN aan laserwapens.
Volgens prof. Uğur Kayasal van Roketsan is de ALKA ontwikkeld tegen aanvallen van onbemande luchtvaartuigen op de Turkse strijdkrachten.
Roketsan had vijf jaar nodig voor de ontwikkeling, waarvan de laatste twee jaar voor integratie met een voertuig.
Het wapen werd op 8 mei 2019 getoond op de International Defence Industry Fair, een tweejaarlijkse internationale beurs voor de defensie-industrie in Turkije.

## Eigenschappen
De ALKA heeft een vermogen van 50 kW.
Hij gebruikt zowel passieve radar als elektro-optica voor zijn automatische doelzoeker en kan meerdere doelen tegelijk volgen, tot op 8 mm nauwkeurig bij een afstand van 1000 m.
Hij kan een zwerm onbemande luchtvaartuigen met snelheden tot 150 km/h op 4 km afstand uitschakelen.
Hij werkt zowel 's nachts als overdag, maar heeft wel helder weer nodig.

## Inzet
Op 4 augustus 2019 vernietigde een ALKA tijdens de Tweede Libische Burgeroorlog te Misratah in Libië vanaf een pantserwagen een onbemand luchtvaartuig van Chinese makelij, een CAIG Wing Loong II, die door de Verenigde Arabische Emiraten aan het Algemeen Nationaal Congres was verschaft.